# Cerquone - Doganella
Cerquone - Doganella este o arie protejată (arie specială de conservare — SAC, sit de importanță comunitară — SCI) din Italia întinsă pe o suprafață de 262 ha, integral pe uscat.

## Localizare
Centrul sitului Cerquone - Doganella este situat la coordonatele 41°45′41″N 12°47′06″E / 41.761389°N 12.785°E.

## Înființare
Situl Cerquone - Doganella a fost declarat sit de importanță comunitară în iunie 1995 pentru a proteja 6 specii de animale. Situl a fost protejat și ca arie specială de conservare în decembrie 2016.

## Biodiversitate
Situată în ecoregiunea mediteraneană, aria protejată conține 1 habitat natural: Păduri ilirice de stejar și carpen (Erythronio-Carpinion).
La baza desemnării sitului se află mai multe specii protejate:
- păsări (2): sfrâncioc roșiatic (Lanius collurio), gaia neagră (Milvus migrans)
- amfibieni (1): Triturus carnifex
- mamifere (1): lupul (Canis lupus)
- nevertebrate (2): croitorul mare al stejarului (Cerambyx cerdo), Euplagia quadripunctaria

Pe lângă speciile protejate, pe teritoriul sitului au mai fost identificate 3 specii de plante, 3 specii de amfibieni, 8 specii de nevertebrate, 1 specie de reptile.